# Un de la réserve
Pour plus de détails, voir Fiche technique et Distribution.
Un de la réserve (Un militare e mezzo) est une comédie militaire italienne réalisée par Steno et sortie en 1960.

## Synopsis
Nicola Carletti, un homme d'une cinquantaine d'années qui a toujours vécu en Amérique, revient en Italie avec sa famille pour tenter de réussir économiquement en vendant du « digerfriz », un médicament contre les troubles digestifs.
Cependant, à son arrivée en Italie, il est enrôlé de force dans l'armée parce qu'il a évité le service militaire. Dans la caserne, il est immédiatement pris à partie par le sévère maréchal Rossi et il a du mal à s'adapter à la loi et à la discipline stricte de la vie militaire.
Carletti fait tout ce qu'il peut pour sortir au plus vite de l'armée et retourner à son activité pharmaceutique. Son seul espoir de s'en sortir semble être de se frotter au colonel de la caserne, qui souffre de problèmes digestifs, pour lesquels le digerfritz pourrait être décisif.
Au milieu de mille vicissitudes et subterfuges, Carletti tente de mener à bien un contrat de fourniture à une entreprise pharmaceutique, poussé par son patron Roy Harrison. Il en résulte des malentendus et des imbroglios qui impliquent également la fille de Carletti, Mary, le lieutenant Giorgio Strazzonelli et la fille du maréchal Rossi, Anita.
Anita, en effet, est très jalouse et trouve son fiancé Giorgio avec Mary et fait une scène ; à la poursuite d'Anita, cependant, une certaine tendresse naît entre Mary et Giorgio, tandis qu'Anita fait semblant d'avoir une liaison avec Roy Harrison, qui, à la fin, tombe réellement amoureux d'Anita et révèle au maréchal Rossi qu'il est major dans l'US Air Force.
Ainsi, les deux couples sont formés et l'affaire pour Carletti se passe également bien.

## Fiche technique
- Titre français : Un de la réserve ou Un militaire et demi[1]
- Titre original italien : Un militare e mezzo[2]
- Réalisateur : Steno
- Scénario : Mario Amendola, Aldo Fabrizi, Roberto Gianviti (it), Ruggero Maccari, Vittorio Metz, Steno
- Photographie : Tino Santoni (it)
- Montage : Mario Serandrei
- Musique : Armando Trovajoli
- Décors : Alberto Boccianti (it)
- Production : Silvio Clementelli (it), Goffredo Lombardo
- Société de production : Titanus
- Pays de production : Italie
- Langue originale : italien
- Format : Couleurs par Eastmancolor - Son mono - 35 mm
- Durée : 114 minutes
- Genre : Comédie militaire
- Dates de sortie :
  - Italie : 11 février 1960
  - France : 15 août 1962[1]

## Distribution
- Aldo Fabrizi : Maréchal Giovanni Rossi
- Virna Lisi : Anita Rossi
- Renato Rascel : Nicola Carletti
- Robert Alda : Roy Harrison
- Mario Girotti : Lieutenant Giorgio Strazzonelli
- Vicky Ludovisi : Mary Carletti
- Audrey McDonald : Betti Carletti
- Luigi Savini (sous le nom de « Ruggero Marchi ») : colonel
- Guido Martufi : Pasquale
- Loris Gizzi : industriel pharmaceutique
- Ignazio Balsamo : porteur de Farmaceutiche Riunite
- Salvo Libassi : sergent-major
- Elena Fabrizi : la tante d'Anita.
- Paolo Ferrara : joueur de scopone